# HappyPoints
HappyDigits war ein 2002 gestartetes Kundenbindungsprogramm der Deutschen Telekom und Karstadt. Das Bonusprogramm wurde am 1. Januar 2010 in HappyPoints umgewandelt und zum 1. Januar 2013 eingestellt.
Als Betreibergesellschaft fungierte ab Januar 2002 die CAP Customer Advantage Program GmbH, die nach dem Ausstieg der beiden Gründungsunternehmen Anfang 2009 das Kundenbindungsprogramm fortführte. Mit bundesweit 31,9 Millionen ausgegebenen Karten (2007) zählte HappyDigits zum zweitgrößten Anbieter dieser Art nach Payback.
Die Teilnehmer erhielten bei Einkäufen bei den teilnehmenden Unternehmen umsatzabhängig Bonuspunkte (Digits), die sie in Sachprämien oder Warengutscheine eintauschen konnten. Im Gegenzug nutzten die Unternehmen bei Einwilligung des Teilnehmers die Kauf- und Personendaten unternehmensübergreifend zur Kundenanalyse und für das Direktmarketing.

## Bonusprogramm
Die Anmeldung war bei einem der Partner oder online möglich. Die Karten wurden in Zusammenarbeit mit den einzelnen Partnern ausgegeben. Allerdings wurden die „Allgemeinen Teilnahmebedingungen“ nicht Bestandteil des Vertrages, wie der Bundesgerichtshof entschieden hat.
Neben dem Sammeln der Digits war die Karte auch mit einer Anrufkarten-Funktion (Calling-Card) erhältlich, die es dem Teilnehmer ermöglichte, weltweit bargeldlos zu telefonieren.
Der Kunde erhielt im Regelfall für jeden umgesetzten Euro ein Digit gutgeschrieben, das einen Cent wert war. Bei manchen Partnern erhielt er ein Digit für drei umgesetzte Euro. Dazu gab es noch Aktionen einzelner Unternehmen zum zusätzlichen Sammeln von Digits. Umsätze über Sonderangebote und sonstige Rabattaktionen waren vom Digiterwerb ausgeschlossen. Gesammelte, aber nicht eingelöste Digits verfielen drei Jahre nach deren Gutschrift.
Indem die Teilnehmer ihre HappyDigits Karte beim Einkauf vorlegten, konnten sie bei den an diesem Programm beteiligten Unternehmen wie beispielsweise Einzelhandelsgeschäfte und Versandhäuser auf ihrem Konto Digits sammeln, die in Einkaufsgutscheine oder Sachprämien wie etwa Küchenmaschinen oder Musicalkarten eingetauscht werden konnten. Es war eine jahresgebührenfreie Mastercard-Funktion möglich, mit der die Teilnehmer sowohl bezahlen als auch Digits sammeln konnten. Das Bonusprogramm bot auch die Möglichkeit, die Digits für verschiedene wohltätige Organisationen zu spenden.

### Vorteile für den Anbieter
Die Vorteile für den Anbieter lagen in der beabsichtigten Bindung des Kunden an teilnehmende Geschäfte; aus Laufkundschaft sollte so Stammkundschaft werden. Darüber hinaus gestattet das personenbezogene Registrieren einzelner Einkäufe eine Auswertung des Kaufverhaltens der Teilnehmer, was einerseits eine Anpassung des Produktportfolios an geänderte Kundenpräferenzen und andererseits Kundenbeziehungsmanagement ermöglichte.

### Datenschutz
Um den Datenschutzbedenken der Teilnehmer zu begegnen, wurde die Betreiberfirma CAP Customer Advantage Program GmbH einem Prüfverfahren vom TÜV Rheinland zur Erlangung eines Güteschutzsiegel zum Datenschutz unterzogen. In diesem wurde bescheinigt, dass HappyDigits die Anforderungen des Bundesdatenschutzgesetz (BDSG) zum Schutz personenbezogener und personenbeziehbarer Daten erfüllt. Wie bei allen Kundenbindungsprogrammen wurden Kaufverhalten und Kundendaten aufgezeichnet und bei Einwilligung der Teilnehmer ausgewertet. Die Opt-out-Klausel zu Werbung per Post und Marktforschung hat der Bundesgerichtshof für zulässig erklärt.
Die Einkaufsdaten wurden beim jeweiligen Partnerunternehmen gespeichert und zusätzlich an HappyDigits weitergegeben. Die Programmdaten beinhalteten – am Beispiel eines Einkaufs – die HappyDigits Kartennummer, das Datum des Einkaufs, die Kennung des Partnerunternehmens, bei dem eingekauft wurde, die Summe der gesammelten Digits und Informationen über die Höhe des Einkaufs und die gekauften Waren nach Warengruppen. Im Juli 2003 wurde zu den bereits vorhandenen zwei Millionen ausgegebenen Karten acht Millionen Kundenkarten der Karstadt-Gruppe in das HappyDigits-Programm überführt.

### Teilnehmende Unternehmen
Am Bonusprogramm HappyDigits nahmen über 70 On- und Offline-Partner teil (Stand: Oktober 2008). Neben den großen namhaften Systempartnern beteiligten sich zeitweise auch einige kleine und mittelständische Unternehmen.
Nach dem Ausstieg von Karstadt und der Deutschen Telekom war die Zukunft des Bonusprogrammes ungewiss. Zum 30. November 2009 hatten alle Sammelpartner das Programm HappyDigits verlassen.

### Mitbewerber
Direkte Wettbewerber von HappyDigits waren unter anderem die Multipartner-Bonusprogramme Payback, DeutschlandCard und Webmiles.

## CAP Customer Advantage Program GmbH
Als Betreibergesellschaft des Kundenbindungsprogramms trat die CAP Customer Advantage Program GmbH mit Sitz in Köln auf. Das Unternehmen war im Januar 2002 als Joint-Venture der Deutschen Telekom AG und Karstadt (49 % der Anteile) gegründet worden. Im Januar 2009 kündigte die Telekom ihren Ausstieg aus dem Kundenbindungsprogramm an und verkaufte die bis dato gehaltenen 51 Prozent der Anteile an Karstadt. Nach einem weiteren Verkauf gehörte das Bonusprogramm zum KarstadtQuelle Mitarbeitertrust e. V., einem Pensionsfonds. Damit war die CAP GmbH mit HappyDigits aus dem Arcandor-Konzern herausgelöst und insolvenzfest.